# YBSニュース深夜便
『YBSニュース深夜便』（ワイビーエス ニュースしんやびん）は、2002年4月から2008年10月4日まで山梨放送（YBSテレビ）で放送されていたローカルワイドニュース番組である。ハイビジョン制作、収録放送。
『YBSワイドニュース』の深夜版とも言える番組。ワイドニュースと違う点は、キャスターがひとりであること、キャスターが日替わりであることなどである。ニュース内容は、その事件に進展が無い限りは『ワイドニュース』とほとんど同じものであった。特集コーナーや金曜日のハギトモSmile Sports（2005年度のみ）については、『ワイドニュース』のものと同じものが放送されていた。ニュースの見出しも『ワイドニュース』のものと同じものが使われていたが、バックの色は紫を基調としたものに変更されていた。
当初のタイトルは『山日YBSニュース深夜便』（さんにちワイビーエス ニュースしんやびん）だったが、その後の『山日YBSワイドニュース』のタイトル変更に合わせ、2006年4月3日放送分をもってタイトルを『YBSニュース深夜便』に変更。同時に、番組タイトルロゴも『NNN Newsリアルタイム』や『ワイドニュース』に合わせたものに変更された。
番組終了直前には、画面右下に「おやすみなさい」というテロップを表示していた。最終回の2008年10月4日は「さようなら...」というテロップを表示した。
番組の終了後は、20:54 - 21:00に『YBSニュース』が放送されている。

## 終了時点での放送時間
- 月曜 - 木曜 24:50 - 25:10、金曜 25:00 - 25:20

ただし、その日の番組編成によって多少時間が変更されることが多かった。

## キャスター
YBSアナウンサーが日替わりで担当。主に以下のアナウンサーが担当していた。
- 穀田慎也
- 吉岡秀樹
- 横内洋樹
- 中島そよか
- 鈴木智草

また、番組開始と終了時の提供の読み上げは以下のアナウンサーが担当していた。
- 依田智子
- 吉岡秀樹

## 備考・その他
- 2006年1月19日（実際は20日）の放送では、タイトル映像が流れ始めてもしばらくBGMが入らなかった。